# Égérius
Égérius est une personnalité romaine du VIe siècle av. J.-C., fils d'Arruns, lui-même fils de Démarate de Corinthe et frère de Tarquin l'Ancien. Il est le père de Lucius Tarquinius Collatinus, et beau-père de Lucrèce.
Son père ainsi que son grand-père meurent peu avant sa naissance. Démarate de Corinthe, ignorant que sa belle-fille est enceinte, et le suivant lui-même de peu dans la mort, ne fait aucune mention de son petit-fils dans son testament, et le nouveau-né n'a aucune part dans la succession de son grand-père, qui lègue la totalité de ses biens à son deuxième fils Tarquin l'Ancien, qu'il croyait être son seul héritier. Il est donc laissé dans la misère d'où son nom d'Égérius (de lat. egere : être démuni).
Son oncle le roi Tarquin l'Ancien prend la ville de Collatie aux Sabins et lui donne le gouvernement de la ville. C'est là que naît son fils Lucius Tarquinius Collatinus, qui reçoit ce surnom du nom de la ville. C'est aussi dans cette ville que sa belle-fille Lucrèce est violée par Sextus Tarquin, ce qui précipite la chute de la monarchie romaine et l'instauration de la République romaine, dont l'un des instigateurs est son fils, Lucius Tarquinius Collatinus, consul la première année.

## Sources